# گرزه‌رک
گرزه‌رک (به لاتین: Gir Zerk) یا العدنانیه یک منطقهٔ مسکونی در عراق است که در شهرستان سنجار واقع شده‌است. گرزه‌رک ۱۸٬۰۰۰ نفر جمعیت دارد.